# Hālū
Hālū (persiska: هالو) är en ort i Iran.   Den ligger i provinsen Kurdistan, i den nordvästra delen av landet, 500 km väster om huvudstaden Teheran. Hālū ligger 1 350 meter över havet och antalet invånare är 127.
Terrängen runt Hālū är kuperad.Runt Hālū är det ganska tätbefolkat, med 93 invånare per kvadratkilometer. Närmaste större samhälle är Sīāḩūmeh, 5,3 km söder om Hālū. Trakten runt Hālū består till största delen av jordbruksmark.